# Golf van Mirabello

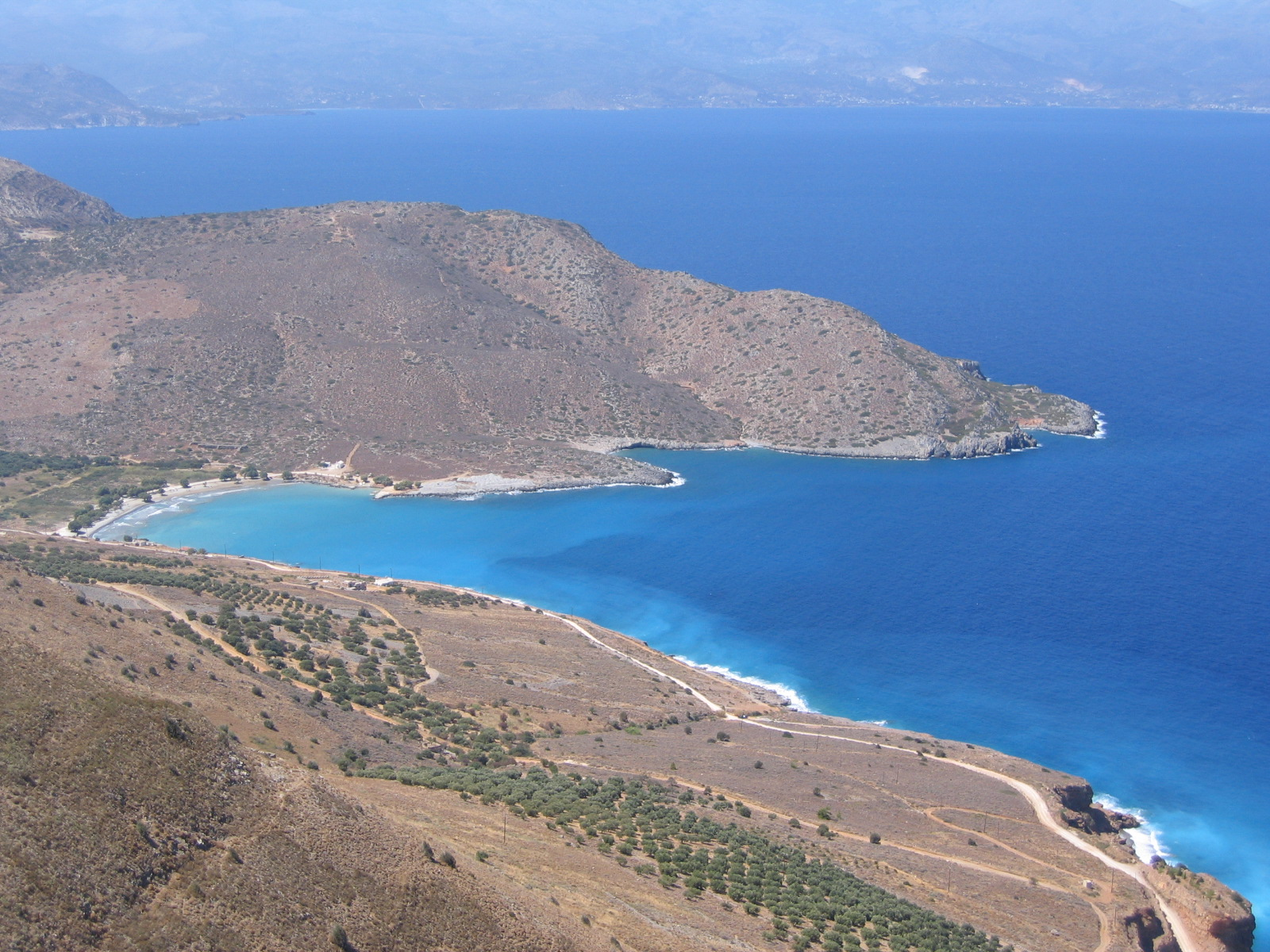
Golf van Mirabello

De Golf van Mirabello (Grieks: Κόλπος Μιραμπέλου, Kolpos Mirabellu), ook wel Golf van Mirabella, is een baai in de Kretenzische Zee in de oosterse kant van Kreta, tegenwoordig Griekenland. De locatie was een belangrijke prehistorische nederzetting van Kreta. De baai is omringd met een aantal (antieke) dorpjes, waaronder Agios Nikolaos.

## Geschiedenis
De kust van de Golf van Mirabello stond vroeger bekend voor het ontwikkelen van koper metallurgie in de periode 3.000 v. Chr. In de latere jaren, werden dorpjes op hoge grond (met zicht op de Golf van Mirabello), inclusief het stadje Karfi als vrijsteden vernoemd. Jaren later gedurende Dorische volksverhuizing werden andere bergtop-steden - die ook zicht hadden op de Golf van Mirabello voorgedaan; een voorbeeld van deze fase van nederzetting was de stad Lato.

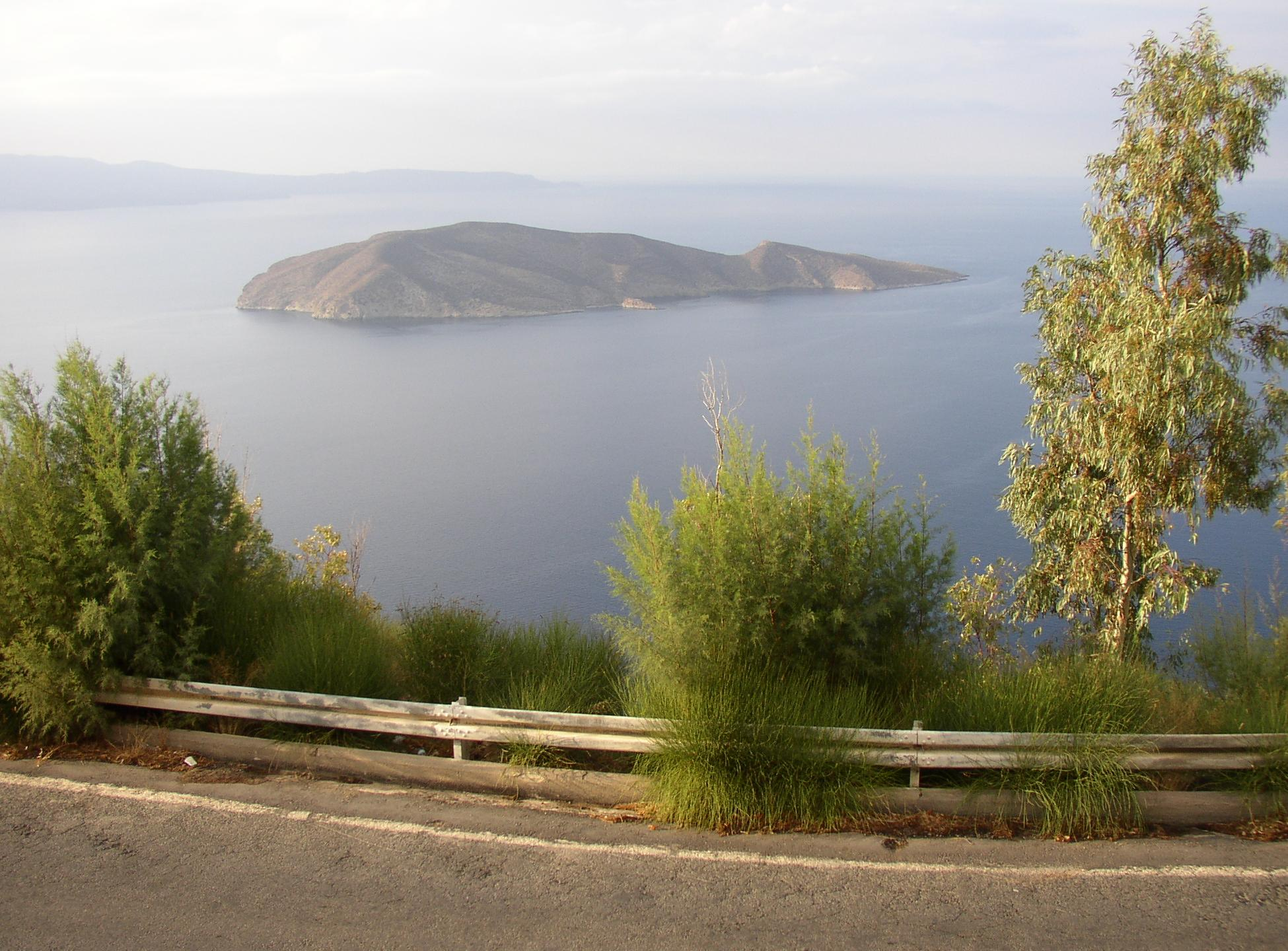
Het eilandje Pseira, in de Golf van Mirabello